# Çerkezmüsellim, Hayrabolu
Çerkezmüsellim là một thị trấn thuộc huyện Hayrabolu, tỉnh Tekirdağ, Thổ Nhĩ Kỳ. Dân số thời điểm năm 2011 là 2.823 người.